# 雙鳳里
25°01′34″N 121°24′51″E / 25.025996°N 121.414229°E
雙鳳里為台灣新北市新莊區下轄之一里，1990年自丹鳳里劃出，面積約1.5平方公里，雙鳳為新莊區之古地名，和桃園市龜山區的迴龍里交界，因今桃園市龜山區境內的塔寮坑山和新北市泰山區境內的貴子坑山包圍今丹鳳里境內的牡丹心山（今日的青年公園），形成景象被先民譽為「天下第一山，雙鳳朝牡丹」而得名。

## 歷任里長
臺北縣新莊市時期
| 屆序 | 姓名   | 備註             |
| 1    | 陳專森 |                  |
| 2    | 陳專森 |                  |
| 3    | 陳專森 |                  |
| 4    | 陳專森 |                  |
| 5    | 陳專森 | 縣轄市時期五連霸 |

新北市新莊區時期
| 屆序 | 姓名   | 備註                 |
| 1    | 陳專森 | 升格直轄市後六連霸   |
| 2    | 潘素娥 | 前任里長陳專森之妻子 |
| 3    | 潘素娥 |                      |